# Анортозит

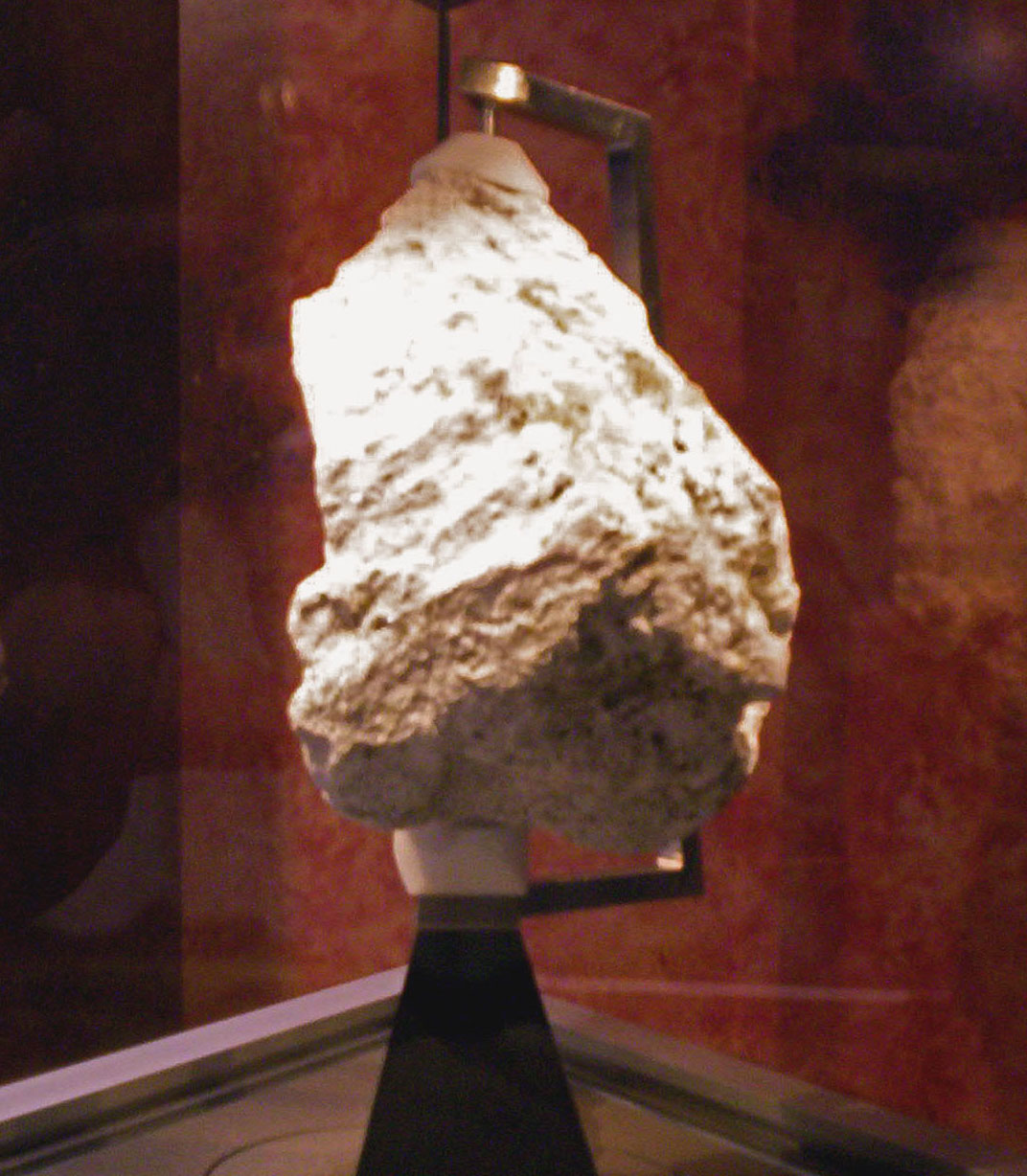
Анортозит з Місяця, знайдений експедицією Аполлон-16

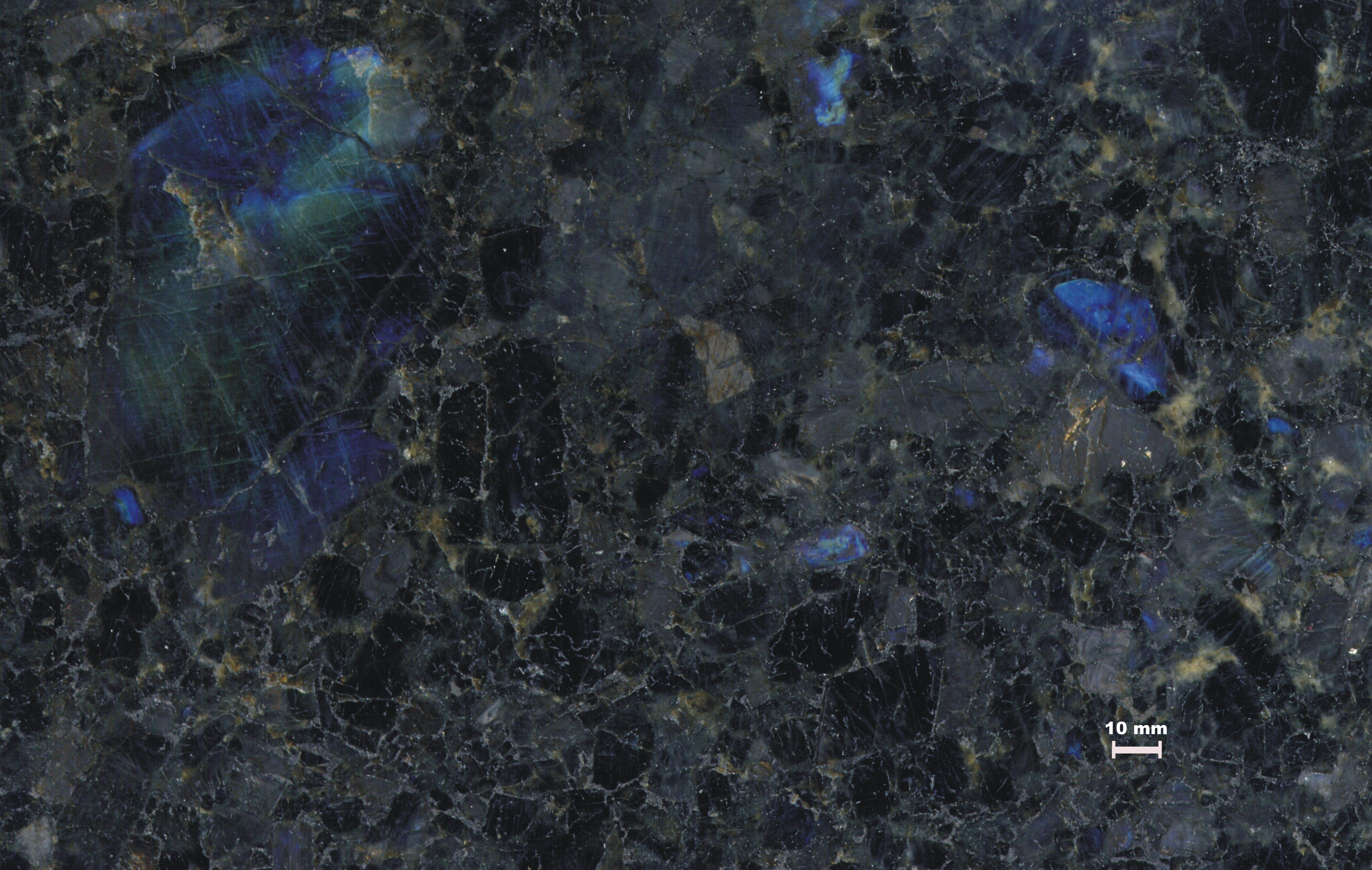
Анортозит з Фінляндії

Анортозит — магматична гірська порода групи габро.

## Загальний опис
Складається з основного та середнього плагіоклазу. Основні домішки — олівін, піроксен, магнетит. Колір — від білого до темно-сірого. Густина — 2,710- 3,050. За віком виділяють:
- анортозити ранніх етапів розвитку Землі (2-4 млрд років);
- анортозити етапу стабілізації древніх платформ (1,7-2 млрд років).

## Генезис
Передбачається, що анортозити є одним з перших продуктів, які кристалізувалися в корі Землі; це послужило початком всієї подальшої еволюції гірських порід земної кори.

## Поширення
Анортозити етапу стабілізації древніх платформ утворюють гігантський анортозитовий пояс, що обрамовує із заходу Східноєвропейську платформу. Анортозити — одна з найдавніших відомих в земній корі порід. Крім того, аналоги земних анортозитів зустрічаються на Місяці в складі доставленого на Землю місячного ґрунту. Масиви анортозитів зустрічаються у всіх областях виходів на поверхню найдавніших гірських порід. В Україні є на Українському щиті.

## Використання
Використовують як облицювальний матеріал.